# Horst Lemke
Horst Lemke (* 30. Juni 1922 in Berlin; † 10. Mai 1985 in Brione) war ein deutscher Illustrator und Grafiker.

## Leben
Horst Lemke musste kurz vor dem Abitur die Schule wegen des Zeichnens einer Goebbels-Karikatur verlassen. Er studierte von 1939 bis 1941 an der Staatlichen Hochschule für Bildende Künste in Berlin bei dem Grafiker Gerhard Ulrich. Danach wurde er Soldat. Von 1945 bis 1957 arbeitete er in Heidelberg als Werbegrafiker und Illustrator für Buch- und Zeitschriftenverlage. Seit 1957 lebte er bis zu seinem Tod in Brione in der Nähe von Locarno (Schweiz).
Nach dem Tod von Walter Trier 1951 illustrierte Horst Lemke die Kinderbücher von Erich Kästner, mit dem ihn eine persönliche Freundschaft verband. Unter den übrigen Autoren, deren Bücher er illustrierte, sind Max Kruse, Astrid Lindgren, die Brüder Grimm, Heinrich Maria Denneborg, James Krüss und Josef Göhlen.
Lemke wurde für die Hans-Christian-Andersen-Medaille 1960 vorgeschlagen. Er erhielt den Lewis Carroll Shelf Award 1961 und 1983 das Bundesverdienstkreuz 1. Klasse.

## Von Horst Lemke illustrierte Bücher (Auswahl)

### Bücher von Erich Kästner
- Die Schildbürger
- Leben und Taten des scharfsinnigen Ritters Don Quichotte
- Als ich ein kleiner Junge war
- Das Schwein beim Friseur
- Der kleine Mann
- Gullivers Reisen
- Der kleine Mann und die kleine Miss
- Der 35. Mai  (ab 20. Auflage 1968)
- Die verschwundene Miniatur. Oder auch: Die Abenteuer eines empfindsamen Fleischermeisters.

### Bücher von anderen Autoren
- J. A. Benkert/Inge Dreecken: Fluss- und Meeressagen, Keysersche Verlagsbuchhandlung, Heidelberg/München 1961
- Inge Dreeken: Tausendundeine Nacht, Neufassung nach der Originalübersetzung der Breslauer Handschrift von Dr. Gustav Weil, Fackelverlag G. Bowitz Kom. Ger., Stuttgart 1961
- Johannes Banzhaf: Lustiges Volk, Mosaik Verlag, Hamburg, 37. Auflage
- Ulla Leippe: Römische Sagen, Keysersche Verlagsbuchhandlung, Heidelberg-München 1963
- Ulla Leippe: Artus Sagen, Keysersche Verlagsbuchhandlung, München 1964
- Ulla Leippe: Griechische Sagen, Keysersche Verlagsbuchhandlung, München 1964
- Arno Reissenweber: Deutsche Burgensagen, Keysersche Verlagsbuchhandlung, München 1965
- Arno Reissenweber: Germanische Göttersagen, Keysersche Verlagsbuchhandlung, München 5. Aufl.1968
- Josef Göhlen: Bill Bo und seine sechs Kumpane, Hoch Verlag, Düsseldorf 1968, ISBN 3522168895
- Die schönsten Märchen der Brüder Grimm. Illustrationen Horst Lemke, Hoch und Bertelsmann, Düsseldorf, Gütersloh 1965.
- Manfred Hausmann: Bremer Stadtmusikanten
- Manfred Hausmann: Wenn dieses alles Faulheit ist...
- August Kopisch: Die Heinzelmännchen von Köln, ISBN 978-3-570-06196-1
- Max Kruse: Der dicke Löwe kommt zuletzt
- Max Kruse: Der Löwe ist los
- Max Kruse: Don Blech und der Goldene Junker
- Max Kruse: Gut gebrüllt, Löwe
- Max Kruse: Kommt ein Löwe geflogen
- Max Kruse: Löwe gut, alles gut
- Max Kruse: Sultan in der Grube. Hoch-Verlag, Düsseldorf 1959
- Christian Morgenstern: Kindergedichte, Carl Ueberreuter, Wien und Heidelberg um 1965
- Otto Flake: Der Mann im Mond.  Mohn, Gütersloh 1959
- Otto Flake: Ende gut – alles gut.  Mohn, Gütersloh 1958
- Werner Hörnemann: Die gefesselten Gespenster. Herder, Freiburg 1952
- P. L. Travers: Mary Poppins. Dressler, Berlin 1952.
- P. L. Travers: Mary Poppins kommt wieder. Dressler, Berlin 1953.
- P. L. Travers: Mary Poppins öffnet die Tür. Dressler, Berlin 1954.
- P. L. Travers: Mary Poppins im Park. Dressler, Berlin 1955.
- Mark Twain: Die Abenteuer des Huckleberry Finn. Mohn, Gütersloh 1964
- Ursula Wölfel: Julius – oder die Geschichte vom Ziegenbock, der die Leute so lange ärgerte, bis alle ihn haben wollten. Hoch-Verlag, Düsseldorf 1964